# Zespół przyrodniczo-krajobrazowy „Górna Mrożyca”
Zespół przyrodniczo-krajobrazowy „Górna Mrożyca” obejmuje fragment doliny rzeki Mrożycy, położony pomiędzy wsiami Tadzin i Szymaniszki, na terenie Parku Krajobrazowego Wzniesień Łódzkich, około 3 km na północ od Brzezin (województwo łódzkie).
Powierzchnia zespołu wynosi 105 ha. 
ZPK „Górna Mrożyca” został powołany do życia w 1998 roku, rozporządzeniem ówczesnego wojewody skierniewickiego. Głównym celem ochrony na tym terenie jest zachowanie fragmentów naturalnej przyrody o wybitnych walorach krajobrazowych.
Zróżnicowanie warunków siedliskowych (od suchych żwirowo-piaszczystych wzgórz do zatorfionych mokradeł na dnie doliny rzeki) sprawia, że flora zespołu jest zróżnicowana. Uwagę zwraca bogata dendroflora – dotychczas stwierdzono tu 36 gatunków drzew i krzewów.
Występują tu również trzy gatunki roślin podlegających ścisłej ochronie (w tym naparstnica zwyczajna i rojownik pospolity), a ponadto sześć gatunków chronionych częściowo.